# The Telescopes
The Telescopes — британская альтернативная рок-группа, сформированная Стивеном Лоури в 1987 году, в английском городе Бёртон-апон-Тренте.
В состав группы вошли Стивен Лоури (вокал и гитара), Джоанна Дорен (бэк-вокал и гитара), Девид Фицджеральд (гитара), Роберт Брукс (бас-гитара) и Доминик Диллон (ударные и перкуссия).

## Дискография

### Альбомы
- Taste (1989)
- Trade Mark Of Quality (1990)
- The Telescopes (1992)
- Third Wave (2002)

### Синглы и EP
- Forever Close Your Eyes (1988)
- Kick the Wall (1989)
- 7th# Diaster (1989)
- The Perfect Needle (1989)
- To Kill a Slow Girl Walking (1990)
- Precious Little (1990)
- Everso (1990)
- Celeste (1991)
- Flying (1991)